# Entrevaux
Entrevaux – miejscowość i gmina we Francji, w regionie Prowansja-Alpy-Lazurowe Wybrzeże, w departamencie Alpy Górnej Prowansji.

## Demografia
Według danych na rok 1990 gminę zamieszkiwało 785 osób, a gęstość zaludnienia wynosiła 13 osób/km². W styczniu 2015 r. Entrevaux zamieszkiwało 946 osób, przy gęstości zaludnienia wynoszącej 15,7 osób/km².